# Parafia Narodzenia Najświętszej Maryi Panny w Wąsewie
Parafia pw. Narodzenia Najświętszej Maryi Panny w Wąsewie – rzymskokatolicka parafia należąca do  dekanatu Ostrów Mazowiecka – Chrystusa Dobrego Pasterza, diecezji łomżyńskiej, metropolii białostockiej. Parafię prowadzą księża diecezjalni.

## Historia
Parafia została erygowana w 1450 roku.

## Obszar parafii
W granicach parafii znajdują się miejscowości:

- Wąsewo,
- Bagatele,
- Bartosy,
- Brudki Nowe,
- Brudki Stare,
- Brzeźno-Kolonia,
- Brzezienko,
- Choiny,
- Czernie,
- Dalekie,
- Grądy,
- Jemieliste,
- Króle,
- Majdan Suski,
- Mokrylas,
- Przedświt,
- Rososz,
- Rząśnik-Majdan,
- Rząśnik Szlachecki,
- Rząśnik Włościański,
- Ulasek,
- Wysocze,
- Zastawie.